# 退休保險 (德國)
德國的退休保險制度（更精確譯為「養老制度」），分為三個層次：
- 第一層：工作期間的法定退休保險（德语：Gesetzliche Rentenversicherung (Deutschland)）。依職業種類，法定退休保險又區分成幾個系統：退休金，職業軍人（德语：Soldatenversorgungsgesetz），農林漁牧（德语：Alterssicherung der Landwirte）（德語稱之為「大地產業（德语：Landwirtschaftliche Berufsgenossenschaft#Zuständigkeit）」：Landwirtschaft），專業職業給付（德语：Berufsständische Versorgung）（律師、公證人、會計師、稅務師、醫師、牙醫、心理醫師、獸醫、建築師等等通過國家證照考試之高度專業領域），藝術家福利基金（德语：Künstlersozialversicherung）（文學、藝術、音樂、戲劇）；不屬於以上行業的各行各業受僱人，則歸屬於一般法定退休保險。

- 第二層：企業退休保險（德语：Betriebliche Altersversorgung）。這是在法定退休保險之餘，雇主額外提供給受僱人的養老保險，常作為業者吸引人才號召之用的「公司福利」。形式主要有二：為員工購買商業年金保險，為員工購置基金或股票（但員工退休前不能動用）。

- 第三層：個人養老（德語：private Vorsorge）。每個人在上兩層之外，用自己的資金準備的養老計畫。例如人壽保險，證券投資基金，不動產。其中有些類型有政府補助，以鼓勵人民提早為老年自力儲蓄，例如「李斯特退休年金」、「呂路普退休年金（德语：Rürup-Rente）」。

由於第一層的法定退休保險的折算月薪比例不高，就算退休金點數累積到最高等級，也只有一生平均月薪的40~45%左右，只能維持著簡約的生活，而雇主若規模不夠大，便很難提供第二層保障，所以許多德國人自己有第三層的準備。

## 一般法定退休保險
上述第一層中最後一種的一般法定退休保險，通常簡稱為法定退休保險，以下亦如此簡稱。

### 保險人
法定退休保險的保險人只有一家，叫做「Deutsche Rentenversicherung」（德國退休保險），是一個行政法人。

### 被保險人
法定退休保險主要以被雇用者收入多寡決定是否負擔年金保險的加入義務。屬特定職業群的自營業者，如教師、看護、藝術家、手工業者、媒體業等，亦負加入義務。其他自營業者，或官吏恩給制度下之公務員等、根據其他制度可保障老年所得者以及微小自由职业工作(geringfügige Beschäftigung) ，均免除加入義務。而對被免除加入義務但具五年以上年資者，或無加入義務16歲以上者，亦得任意加入。2013年之投保薪資上限為年薪69600歐元。自2013年1月1日起，迷你工作定義為月工資不超過450歐元之工作。

### 正常退休年齡
主條目：Regelaltersrente
- 1964年起出生的人，正常退休年齡（德語：Regelrentensalter）是67歲。（§ 35 SGB VI （页面存档备份，存于））
- 1947—1963出生的人，正常退休年齡介於65~67歲之間，年紀越大的法定退休年齡越小。（§ 235 SGB VI （页面存档备份，存于））
- 1851—1946出生的人，正常退休年齡是65歲。
- 1819—1850出生的人，正常退休年齡是70歲。

### 費率
| 期間（日月年）          | 費率   |
| ----------------------- | ------ |
| 1891                    | 01,7 % |
| 1924                    | 03,5 % |
| 1928                    | 05,5 % |
| 01.01.1949 – 30.03.1955 | 10,0 % |
| 01.04.1955 – 28.02.1957 | 11,0 % |
| 01.03.1957 – 31.12.1967 | 14,0 % |
| 01.01.1968 – 31.12.1968 | 15,0 % |
| 01.01.1969 – 31.12.1969 | 16,0 % |
| 01.01.1970 – 31.12.1972 | 17,0 % |
| 01.01.1973 – 31.12.1980 | 18,0 % |
| 01.01.1981 – 31.12.1981 | 18,5 % |
| 01.01.1982 – 31.08.1983 | 18,0 % |
| 01.09.1983 – 31.12.1984 | 18,5 % |
| 01.01.1985 – 31.05.1985 | 18,7 % |
| 01.06.1985 – 31.12.1986 | 19,2 % |
| 01.01.1987 – 31.03.1991 | 18,7 % |
| 01.04.1991 – 31.12.1992 | 17,7 % |
| 01.01.1993 – 31.12.1993 | 17,5 % |
| 01.01.1994 – 31.12.1994 | 19,2 % |
| 01.01.1995 – 31.12.1995 | 18,6 % |
| 01.01.1996 – 31.12.1996 | 19,2 % |
| 01.01.1997 – 31.03.1999 | 20,3 % |
| 01.04.1999 – 31.12.1999 | 19,5 % |
| 01.01.2000 – 31.12.2000 | 19,3 % |
| 01.01.2001 – 31.12.2002 | 19,1 % |
| 01.01.2003 – 31.12.2006 | 19,5 % |
| 01.01.2007 – 31.12.2011 | 19,9 % |
| 01.01.2012 – 31.12.2012 | 19,6 % |
| 01.01.2013起            | 18,9 % |

法定退休保險是全世界歷史最悠久的社會保險，創辦於1891年的德意志帝國時期。一開始費率是（月薪的）1.7%，逐年調高；1970年以來維持在18~20%之間；2013年1月1日起是18.9%，勞資各半負擔。

### 國庫補助
法定退休保險的資金來源除了勞工和雇主的之保費外，德國聯邦政府的補助一直也佔重要部分，針對國庫補助，依據1992年的年金改革，係隨保費向上調整而自動調整，補助水準在2011年達到總支出的27.9%，總收入的24.2%。來源除一般稅財源占18.9%外，消費稅及環境稅亦占9%。1999年4月起環境稅的增收部分，也作為國庫補助之一部。

### 退休金公式
德國法定退休保險的給付額有著極複雜的計算公式，規定在社會法法典第六編第64條。以數學公式可表示成：
{\displaystyle {\text{Rente}}_{\text{mtl}}=\sum _{\ }{pEP}\cdot {\text{ZF}}\cdot {\text{RAF}}\cdot {\text{aRW}}}
Rentemtl表示年金月額(monatliche Bruttorente)，pEP為個人薪點(persönlichen Entgeltpunkte)，ZF為接近係數(Zugangsfaktor)，RAF為各類別年金係數(Rentenartfaktor)，aRw為年金基準額(aktueller Rentenwert)。
個人薪點指個人年收入總額與全體被保險人平均工資(durchschnittliches Jahresarbeitsentgelt)總額之比值，最後將每年之比值加總。ZF為提前或延後退休時，所應乘上之減額與展延係數。於規定退休年齡下為1，提前則每月減少0.3%，延後則每月增加0.5%，最多至上下五年，目的在鼓勵延後退休。各類別年金係數依法典第六編第67條，老年年金之係數為1。
公式最重要的係數為年金基準額aRW，目的在抑制給付，並即時反應經濟社會變化。依法典第六編第68條可表示為：
{\displaystyle aRW_{t}=aRW_{t-1}{\frac {BE_{t-1}}{BE_{t-2}}}{\frac {1-AVA_{t-1}-RVB_{t-1}}{1-AVA_{t-2}-RVB_{t-2}}}\left[\alpha \left(1-{\frac {RQ_{t-1}}{RQ_{t-2}}}\right)+1\right]}
其中，t為年分。BE為平均薪資毛額。AVA為李斯特係數。RVB為保險費率係數。
BE之意義在於當平均薪資毛額增加時，年金額亦等比例增加。
AVA之李斯特係數(Altersvorsorgeanteil)為2002年之年金改革時，以當時勞動社會部長Walter Riester為名，所人為置入。當時計畫藉由一逐年增加的法定係數，達到規律並抑制年金給付的效果。因採階梯狀增加設計，又稱為李斯特階梯(Riester-Treppe)。原規劃是2002年以前為0%，2002年為0.5%，之後每年增加0.5%迄2009年達到4%為止，逐步取代李斯特年金可個人自願至多提撥4%薪資。又因在2002年以前為0%，實施時是形式上導入李斯特係數，但實質上仍取決於平均薪資變化而調整。於2003年因考量隔年改革將導入持續性係數，故該年停止在0.5%。其後2007年與2008年又因聯邦議會選舉之故，停止在2.0%，最終於2012年上升到4%。
RVB之保險費率係數是藉去年除以前年一般年金保險費率之商數，作為抑制年金給付之手段。是年金保險費率增加，年金給付額即下降的機制。
最後於2007年之年金改革導入之持續性係數(Nachhaltigkeitsfaktor, NHF)，可表記為：
{\displaystyle NHF=\left[\alpha \left(1-{\frac {RQ_{t-1}}{RQ_{t-2}}}\right)+1\right]}
t為年分。α為加重係數，數值為0.25。RQ(Rentnerquotien)為年金受給者(Äquivalenzrentner)除以年金貢獻者(Äquivalenzbeitragszahler)的比值。亦即，持續性係數是該比值上升，數值即下降的機制。這是假設在長期進行的少子高齡化下將使RQ值持續升高，藉此抑制給付。但2007年到2009年，因景氣復甦導致年金貢獻者突然增加，因RQ值增大使持續性係數高於1，反而在短期內擴大年金給付。此外RQ的分母也包含失業者數，反應受領失業給付的人，由政府負擔社會保險費用。具體而言，RQ可表記為：
{\displaystyle RQ_{t-x}={\frac {{\ddot {A}}quivalenzrentner_{t-x}}{{\ddot {A}}quivalenzbeitragszahler_{t-x}}}}
自2014年7月1日起之德西地區年金基準額為28.61歐元，德東地區為26.39歐元。

### 財務
德國法定退休保險的財務奠基在隨收隨付制(Umlageverfahren)上，而且是不可替代的。主要依據為社會法法典第六編第153條，規定每一年度年金保險之支出應由該年之收入支應。如有必要，得從備付金中支出。又同法第158復規定保險人保有之備付金，法定之上下限在每月支出的20%至150%，如超過則隔年保費應予調整。
於2011年時，法定年金保險共收入2558億歐元，其中保費占74.23%，國庫補貼占25.25%，餘為其他收入。全年支出則為2510億歐元，其中89.79%用於年金給付，6.36%支付於健康保險，1.42%為行政運營支出，餘為其他。備付金預估到2012年底存量為294億歐元，於2011年底為241億歐元。

### 課稅
直到2004年底，從德國法定退休保險領到的退休金只有27%是應稅的，但因為這個金額通常達不到所得稅基本扣除額（2013年為每人8,130歐元），所以大部分人領取的退休金實際上沒被課稅。
但自2005年起，法定退休保險退休金的應稅比例調高到50%，並且逐年調高，2040年將會達到100%。不過由於法定退休保險的退休金預計將越領越少（隨著人口老化以及平均餘命持續提高），因此就算來到100%的應稅比例，預計會超越所得稅基本扣除額的人仍是很少。

## 註腳
1. ↑  參見德文維基：Altersversorge
2. ↑  Deutsche Rentenversicherung: Entwicklung des Beitragssatzes 的存檔，存档日期2013-10-14.
3. ↑  .   [2013-10-12]. （原始内容存档于2020-02-16）.
4. ↑  Maydell; Ruland; Becker.  5. Nomos-Verlag-Ges. 2012: 901. ISBN 978-3-8329-6462-7.
5. ↑  Bundesministerium für Arbeit und Soziales, Bericht der Bundesregierung(Rentenversicherungsbericht 2012), S.26-28,(2012)
6. ↑  Bundesministerium für Arbeit und Soziales, Bericht der Bundesregierung(Rentenversicherungsbericht 2012), S.12,(2012)